# Парсон-рассел-терьер
Парсон-рассел-терьер (англ. parson russell terrier) — порода собак, родственная джек-рассел-терьеру.

## История породы
Священник Джек Рассел очень любил охотиться верхом и поставил себе целью вывести охотничью собаку, соответствующую своим нуждам. В результате скрещивания различных пород терьеров получился Парсон Рассел терьер. Это собака небольшого размера, гибкая и проворная, отличный охотник на норных животных. Парсон Рассел терьеры настигают добычу в норе, откуда охотник извлекает пса вместе с дичью, вытягивая собаку за хвост. Оказавшись же внутри широкой просторной норы, терьер громким лаем указывал охотнику своё местонахождение. Длинные ноги позволяют Парсон Рассел терьерам быстро передвигаться по различным типам ландшафта. Как и все терьеры, представители данной породы энергичны, бойки, бесстрашны и выносливы.
Джек Расселл предпринял множество попыток скрещивания между различными рабочими охотничьими терьерами однотонного и пёстрого типа. Его намерением было всегда улучшать охотничьи качества собак, не обращая внимания на однотипность в помётах. Традиции кроссинга с другими терьерами продолжались и позже. Он также пытался скрещивать своих терьеров с другими породами, но полученные потомства не соответствовали наследственному типу. Поскольку эти попытки были неутешительными, работа в этих направлениях была прекращена. После Второй мировой войны терьеры Парсона Джека Расселла стали популярны на европейском континенте, особенно среди охотников и любителей верховой езды.
22 января 1990 года Британский Кеннел Клуб признал этих терьеров и издал официальный временный стандарт породы под названием — Парсон Джек Расселл Терьер.
FCI (Международная Кинологическая Федерация) в свою очередь приняла породу и добавила её к своему временному списку пород 2 июля 1990 года.
Теперешнее название породы — парсон-рассел-терьер — было представлено в 1999 году Британским клубом собаководства.
Порода была признана FCI наравне с остальными породами 4 июня 2001 года.

## Внешний вид
Хорошо сбалансированный; полная длина тела немного больше, чем высота от холки до земли; длина от мочки носа до стопа (перехода ото лба к морде) немного короче, чем от стопа до затылочного бугра.
Голова имеет форму клина. Череп умеренно широкий, постепенно сужается к глазам. Переход ото лба к морде неглубокий. Нос чёрный. Челюсти сильные, мускулистые; зубы с совершенным, правильным, полным ножницеобразным прикусом, то есть верхние зубы плотно накладываются на нижние и растут перпендикулярно к челюстям. Щёки не выдаются. Глаза темные, миндалевидные, довольно глубоко посажены (ни в коем случае не выпуклые), с умным и проницательным выражением. Уши пропорциональны размеру головы, треугольной формы, свисающие вперёд; краешек уха должен быть на уровне внешнего уголка глаза; линия сгиба не должна возвышаться над верхней линией черепа; кожа умеренной толщины.
Шея мускулистая, хорошей длины, постепенно расширяется к плечам. Спина крепкая, прямая и гибкая. Поясница крепкая и слегка выпуклая. Грудь умеренной глубины, не должна опускаться ниже точки локтя; должна обхватываться за плечами ладонями рук среднего размера; рёбра хорошо отведены назад, не должны быть ни бочковатыми, ни плоскими.
Хвост ранее обычно купируемый. Купированный: длина дополняет тело; сильный, предпочтительно прямой, умеренно высоко посаженный. В движении должен быть поднят вверх, в спокойном состоянии возможно более низкое положение. Некупированный: умеренной длины и предпочтительно прямой, придающий общий баланс собаке; толстый у основания и сужающийся к концу. Умеренно высоко посаженный. В движении должен быть поднят вверх, в спокойном состоянии возможно более низкое положение.
Передние конечности на умеренном расстоянии друг от друга, строго под корпусом. Лопатки длинные и наклонные, хорошо развернуты назад, не выделяются над холкой. Плечи той же длины, что и лопатки и находятся к ним под таким углом, чтобы конечности легко отводились назад, под точку холки. Предплечья сильные и прямые, не вывернутые ни внутрь, ни наружу. Длина передних ног должна быть чуть больше, чем глубина тела. Локти расположены близко к телу, свободно работающие по сторонам. Пясти крепкие и гибкие. Передние лапы компактные с устойчивыми подушками, пальцы умеренно сводистые, не должны быть плоскими прямыми и расставленными; не развернуты ни внутрь, ни наружу. Задние конечности сильные и мускулистые, с хорошими углами. Хороший изгиб коленных суставов, без излишеств. Голени хорошо развиты. Скакательный сустав низкий. Плюсны параллельные, толчковые, начинающие движение. Задние лапы подобны передним лапам.
Движения свободные, хорошо скоординированные, без излишних усилий. Большой шаг хорошей длины не должен напоминать неестественную походку или высоко ступающую. Задняя часть обеспечивает хороший толчок движению. Хорошо скоординированная походка; прямые движения спереди и сзади.
Кожа плотная и свободная. По типу шёрстного покрова различают гладкошерстный и жесткошерстный типы, оба должны иметь хороший подшерсток. Шерсть всех типов — прямая жёсткая и щетинистая, плотно прилегает к телу, защищая от непогоды. Живот и внутренняя поверхность бёдер должны быть покрыты шерстью. Триммингованные собаки должны выглядеть натурально (естественно), шерсть не подрезается. Окрас полностью белый или на преобладающем белом фоне отметины рыжего, лимонного или чёрного оттенка, или любой комбинации этих цветов. Цветные отметины предпочтительно должны располагаться на голове и/или у основания хвоста, небольшие пятна на корпусе допустимы.
Идеальная высота кобелей в холке 36 см. Идеальная высота сук в холке 33 см.
При оценке размеров важно помнить, что это норный терьер, выведенный специально для охоты на лисицу, поэтому он должен быть разумных пропорций, сбалансированным, должен иметь грудную клетку, легко обхватываемую за плечами ладонями рук среднего размера. С учётом этих условий, низкий рост является приемлемым.

## Темперамент
Изначально этот терьер был выведен для работы по лисице. Уверенный в себе, энергичный и счастливый, со способностью идти в нору. Смелый и дружелюбный. Как и все терьеры, представители данной породы энергичны, бойки, бесстрашны и выносливы. Его чрезмерная храбрость может сослужить плохую службу при жизни в городских условиях — смелые парсон-рассел-терьеры склонны провоцировать на конфликты собак, в том числе и крупных. Кроме того, в быту нуждается в постоянном контроле и охотничий инстинкт пса — собака может проявлять агрессию в адрес домашних животных.
Парсон-рассел-терьер подходит для содержания в квартире — при условии хорошего воспитания, упорной дрессировки и активных прогулок. Подвижной собаке просто необходимо куда-то выплескивать свою энергию — и если она не будет это делать во время игры на свежем воздухе, то может нарушить порядок дома. Парсон-рассел-терьеры обладают добрым характером. По отношению к людям они дружелюбны, общительны, любят компанию и совместное времяпрепровождение, поэтому хорошо подходят на роль собак-компаньонов. Представители данной породы не любят сидеть на месте, поэтому лучше всего заводить их в семье, в которой есть дети. Для пожилых людей со спокойной, размеренной жизнью, а также для тех, кто много времени уделяет работе и мало бывает дома, эта порода не подходит.